# Callistopopillia iris
Callistopopillia iris is een keversoort uit de familie bladsprietkevers (Scarabaeidae). De wetenschappelijke naam van de soort is voor het eerst geldig gepubliceerd in 1869 door Candèze.